# Shea Whigham
Franklin Shea Whigham Jr. (Tallahassee, 5 gennaio 1969) è un attore statunitense.

## Biografia
Nato in Florida, è figlio di Beth Whigham e dell'ex quarterback della Florida State University Frank Whigham; ha inoltre un fratello, Jack. Amante dello sport, da ragazzo ha giocato sia a calcio che a tennis. Ha frequentato per quattro anni il college SUNY Purchase di New York, prima di fondare insieme all'amico Kirk Acevedo il gruppo teatrale "The Rorshack Group", sempre a New York. Sposato, ha due figli.
Il ruolo che lancia la carriera di Shea è quello del soldato Wilson nel film di Joel Schumacher Tigerland, dove l'attore recita a fianco dell'amico Colin Farrell; dopo una serie di lavori per la TV, ottiene una parte in Lords of Dogtown. L'anno seguente collabora ancora con Colin Farrell nel film Pride and Glory - Il prezzo dell'onore di Gavin O'Connor, mentre nel 2009 prende parte alla realizzazione del quarto capitolo della saga Fast & Furious.

## Filmografia

### Attore

#### Cinema
- Tigerland, regia di Joel Schumacher (2000)
- Bad Company - Protocollo Praga (Bad Company), regia di Joel Schumacher (2002)
- All the Real Girls, regia di David Gordon Green (2003)
- L'uomo di casa (Man of House), regia di Stephen Herek (2004)
- Lords of Dogtown, regia di Catherine Hardwicke (2005)
- Wristcutters - Una storia d'amore (Wristcutters: A Love Story), regia di Goran Dukic (2006)
- Presagio finale - First Snow (First Snow), regia di Mark Fergus (2006)
- Pride and Glory - Il prezzo dell'onore (Pride and Glory), regia di Gavin O'Connor (2008)
- Blood Creek, regia di Joel Schumacher (2008)
- Splinter, regia di Toby Wilkins (2008)
- The Killing Room, regia di Jonathan Liebesman (2009)
- Fast & Furious - Solo parti originali (Fast & Furious), regia di Justin Lin (2009)
- Il cattivo tenente - Ultima chiamata New Orleans (The Bad Lieutenant: Port of Call - New Orleans), regia di Werner Herzog (2009)
- Barry Munday, regia di Chris D'Arienzo (2010)
- Machete, regia di Ethan Maniquis e Robert Rodriguez (2010)
- The Conspirator, regia di Robert Redford (2010)
- Take Shelter, regia di Jeff Nichols (2011)
- The Lincoln Lawyer, regia di Brad Furman (2011)
- This Must Be the Place, regia di Paolo Sorrentino (2011)
- Catch .44, regia di Aaron Harvey (2011)
- Qualcosa di straordinario (Big Miracle), regia di Ken Kwapis (2012)
- Le belve (Savages), regia di Oliver Stone (2012)
- Il lato positivo - Silver Linings Playbook (Silver Linings Playbook), regia di David O. Russell (2012)
- Fast & Furious 6 (Furious 6), regia di Justin Lin (2013)
- The Wolf of Wall Street, regia di Martin Scorsese (2013)
- American Hustle - L'apparenza inganna (American Hustle), regia di David O. Russell (2013)
- Non-Stop, regia di Jaume Collet-Serra (2014)
- Knight of Cups, regia di Terrence Malick (2015)
- Cop Car, regia di Jon Watts (2015)
- Lila & Eve, regia di Charles Stone III (2015)
- Tempo limite (Term Life), regia di Peter Billingsley (2016)
- Kong: Skull Island, regia di Jordan Vogt-Roberts (2017)
- Death Note - Il quaderno della morte (Death Note), regia di Adam Wingard (2017)
- L'autista (Wheelman), regia di Jeremy Rush (2017)
- Beirut, regia di Brad Anderson (2018)
- Il ricevitore è la spia (The Catcher Was a Spy), regia di Ben Lewin (2018)
- Soldado (Sicario: Day of the Soldado), regia di Stefano Sollima (2018)
- 7 sconosciuti a El Royale (Bad Times at the El Royale), regia di Drew Goddard (2018)
- First Man - Il primo uomo (First Man), regia di Damien Chazelle (2018)
- Vice - L'uomo nell'ombra (Vice), regia di Adam McKay (2018)
- City of Lies - L'ora della verità (City of Lies), regia di Brad Furman (2018)
- Joker, regia di Todd Phillips (2019)
- Low Tide, regia di Kevin McMullin (2019)
- Vampires vs. the Bronx, regia di Osmany Rodriguez (2020)
- The Quarry, regia di Scott Teems (2020)
- Fast & Furious 9 - The Fast Saga (F9: The Fast Saga), regia di Justin Lin (2021)
- Eileen, regia di Will Oldroyd (2023)
- Mission: Impossible - Dead Reckoning, regia di Christopher McQuarrie (2023)
- Mission: Impossible - The Final Reckoning, regia di Christopher McQuarrie (2025)
- F1 - Il film (F1: The Movie), regia di Joseph Kosinski (2025)

#### Televisione
- E.R. - Medici in prima linea (ER) - serie TV, 3 episodi (2006)
- Boardwalk Empire - L'impero del crimine (Boardwalk Empire) - serie TV, 53 episodi (2010-2014)
- True Detective - serie TV, 2 episodi (2014)
- Agent Carter - serie TV, 7 episodi (2015)
- Justified – serie TV, un episodio (2015)
- Vice Principals - serie TV, 15 episodi (2016-2017)
- Fargo - serie TV, 5 episodi (2017)
- Narcos - serie TV, 2 episodi (2017)
- Waco - miniserie TV, 6 episodi (2018)
- Homecoming - serie TV, 10 episodi (2018)
- Modern Love - serie TV, 1 episodio (2019)
- Perry Mason - serie TV (2020-2023)
- Gaslit - miniserie TV, 8 puntate (2022)
- Lawmen - La storia di Bass Reeves (Lawmen: Bass Reeves), regia di Christina Alexandra Voros e Damian Marcano – miniserie TV, puntate 1-8 (2023)
- American Primeval - miniserie TV, 6 puntate (2025)

### Doppiatore
- Star Trek Beyond, regia di Justin Lin (2016)
- Spider-Man: Across the Spider-Verse, regia di Joaquim Dos Santos, Kemp Powers, Justin K. Thompson (2023)

## Doppiatori italiani
Nelle versioni in italiano delle opere in cui ha recitato, Shea Whingham è stato doppiato da:
- Pasquale Anselmo in Tigerland, Vice Principals, First Man - Il primo uomo, Joker, Waco, Vampires vs. the Bronx, Waco - Il processo
- Antonio Palumbo ne Il lato positivo - Silver Linings Playbook, Kong: Skull Island, Fargo, Lawmen - La storia di Bass Reeves
- Roberto Certomà in Machete, The Conspirator, Take Shelter
- Paolo Maria Scalondro in Agent Carter, L'autista, Beirut
- Andrea Lavagnino in Cop Car, Soldado, Eileen
- Gaetano Varcasia in Fast & Furious - Solo parti originali, Fast & Furious 6
- Alberto Angrisano in American Hustle - L'apparenza inganna, Homecoming
- Vittorio Guerrieri in True Detective, Justified
- Sandro Acerbo in City of Lies - L'ora della verità, Gaslit
- Alberto Bognanni in The Killing Room, Modern Love
- Alessio Cigliano in Le belve, Death Note - Il quaderno della morte
- Gianluca Iacono in Mission: Impossible - Dead Reckoning, Mission: Impossible - The Final Reckoning
- Luigi Ferraro in E.R. - Medici in prima linea
- Simone Mori in Bad Company - Protocollo Praga
- Roberto Gammino in L'uomo di casa
- Diego Sabre in Wristcutters - Una storia d'amore
- Massimo Rossi in Boardwalk Empire - L'impero del crimine
- Luigi Scribani in The Lincoln Lawyer
- Rodolfo Bianchi in This Must Be the Place
- Alessandro Ballico in Qualcosa di straordinario
- Fabrizio Pucci in The Wolf of Wall Street
- Pierluigi Astore in Non-Stop
- Gianluca Tusco in Numb3rs
- Edoardo Nordio in Medical Investigation
- Stefano Thermes in Narcos
- Claudio Ridolfo ne Il ricevitore è la spia
- Antonio Angrisano in 7 sconosciuti a El Royale
- Massimo De Ambrosis in Vice - L'uomo nell'ombra
- Franco Mannella in Perry Mason
- Ennio Coltorti in Fast & Furious 9 - The Fast Saga
- Marco Mete in American Primeval
- Dario Oppido in F1 - Il film

Da doppiatore è sostituito da:
- Roberto Fidecaro in Star Trek Beyond
- Stefano Alessandroni in Spider-Man: Across the Spider-Verse